# Laura Monroy Garaycoa
Laura Isolda Monroy Garaycoa (Guayaquil, 31 de enero de 1898 - ibídem, 8 de marzo de 1993) fue la esposa del presidente ecuatoriano Carlos Julio Arosemena Tola, y como tal fue reconocida como Primera dama de la nación, cargo que ejerció entre el 16 de septiembre de 1947 y el 31 de agosto de 1948.

## Biografía
Nació en la ciudad de Guayaquil el 31 de enero de 1898, como la décima entre doce hijos del abogado Palemón de la Cruz Monroy y su esposa, la aristócrata Rosa Victoria de Garaycoa y Garcés, ambos también guayaquileños. Por su lado materno fue bisnieta del capitán Lorenzo de Garaycoa, héroe de la Independencia ecuatoriana.

### Matrimonio y descendencia
El 30 de diciembre de 1915 contrajo matrimonio con Carlos Julio Arosemena Tola, un hombre diez años mayor a ella y que entonces trabajaba en el Banco Central del Ecuador. La pareja tendría una larga progenie, con siete hijos a saber:
- María Laura Arosemena Monroy. Casada con Carlos Gangotena y Fernández Salvador, con descendencia.
- Leticia Arosemena Monroy. Casada con Guillermo José Arosemena Coronel, con descendencia.
- María de Jesús Arosemena Monroy.
- Carlos Julio Arosemena Monroy. Casado con Gladys Peet Landin, con descendencia.
- Eduardo Arosemena Monroy. Casado con Genoveva Gómez Lince, con descendencia.
- Gustavo Arosemena Monroy.
- Beatriz Graciela Arosemena Monroy. Casada con Juan José Orrantia González, con descendencia.

## Primera dama y últimos años
Como primera dama de la nación, Laura fue anfitriona del Palacio de Carondelet durante casi un año que duró la presidencia de su esposo, al que también acompañaba a diversos actos protocolares, tanto a nivel nacional como internacional. Durante los últimos años de vida de su marido residió junto a él en Quito, pues el exmandatario ocupaba varios cargos diplomáticos y culturales en esa ciudad.
Laura Monroy Garaycoa falleció más de cuatro décadas después que lo hiciera su cónyuge, el 8 de marzo de 1993 en su casa de la ciudad de Guayaquil, a la que había regresado en 1952 tras quedar viuda.